# Sklep z jednorożcami
Sklep z jednorożcami – amerykańska komedia fantasy z 2017, debiut reżyserski Brie Larson. Autorką scenariusza jest Samantha McIntyre. W rolach głównych wystąpili: Brie Larson, Samuel L. Jackson, Joan Cusack, Bradley Whitford, Karan Soni, Mamoudou Athie, Mary Holland i Hamish Linklater.
Premiera filmu odbyła się 11 września 2017 roku podczas Międzynarodowego Festiwalu Filmowego w Toronto, 5 kwietnia 2019 obraz trafił na platformę Netflix.

## Fabuła
Kit, niespełniona artystka, wraca do rodzinnego domu i podejmuje tymczasową pracę w biurze. Wkrótce po tym otrzymuje tajemniczy list od Sprzedawcy, zapraszającego ją do Sklepu, w którym sprzedawane jest „to, czego potrzebuje”.
Sprzedawca oferuje Kit szansę spełnienia jej marzenia o posiadaniu jednorożca. By móc go zdobyć, musi wypełniać stawiane przez Sprzedawcę warunki. Pierwszym z nich jest zapewnienie stworzeniu miejsca, w którym będzie mogło mieszkać. Kit idzie do sklepu z narzędziami i spotyka Virgila, którego zatrudnia do budowy stajni.
Kit poznaje wiceprezesa swojej firmy – Gary’ego, który zachowuje się wobec niej dość dziwnie. Dziewczyna otrzymuje drugi warunek, którym jest przygotowanie pożywienia dla jednorożca, i jedzie z Virgilem kupić siano.
Na polecenie Gary’ego Kit ma przygotować prezentację reklamującą odkurzacz. W tym samym czasie otrzymuje trzeci warunek – jednorożec musi żyć w kochającym środowisku. Kit postanawia naprawić swoją trudną relację z rodzicami i, zamiast pracować nad prezentacją, udaje się z nimi na wycieczkę „Emotion Quest” i uczestniczy w „kręgu prawdy”, który prowadzi do rodzinnej dyskusji. Przeradza się ona w kłótnię, która wzmacnia napięcia między rodzicami a córką.
Po powrocie do domu Kit znajduje inspirację i przez całą noc pracuje nad swoją prezentacją. Dowiaduje się, że kolejnym warunkiem jest posiadanie funduszy, pozwalających na utrzymanie jednorożca.
Prezentacja Kit jest ekstrawagancka i nie zostaje dobrze odebrana przez biznesmenów, kierownictwo jednogłośnie wybiera inny projekt. Kit zwalnia się z pracy i spędza czas z Virgilem, który prosi ją o ujawnienie celu posiadania stajni. Ta opowiada mu o Sklepie. Gdy przyprowadza go tam, okazuje się, że sklep zniknął. Virgil martwi się o nią, mówiąc, że została oszukana i zapewniając, że nie uważa jej za szaloną. Kit odchodzi ze złością i zostawia go samego.
Sprzedawca wzywa Kit, zawiadamiając o przybyciu jednorożca. Gdy klientka się waha, informuje ją o innej kobiecie, która również na niego czeka. Virgil namawia Kit, by nie szła na spotkanie, ta stwierdza jednak, że jeśli tego nie zrobi, zawsze będzie kwestionować swój wybór. Po dotarciu na miejsce znajduje jednorożca. Rozmawia z nim, dziękując za to, że zawsze był przy niej, czyniąc jej życie lepszym. Postanawia, że nie zabierze go ze sobą i zostawia go drugiej klientce. Virgil także wchodzi do sklepu i również widzi magiczne stworzenie. Oboje wychodzą na zewnątrz, trzymając się za ręce.

## Obsada
- Brie Larson jako Kit
- Samuel L. Jackson jako Sprzedawca
- Joan Cusack jako Gladys
- Bradley Whitford jako Gene
- Karan Soni jako Kevin
- Mamoudou Athie jako Virgil
- Mary Holland jako Joanie
- Hamish Linklater jako Gary
- Annaleigh Ashford jako Crystal
- Martha MacIsaac jako Sabrina
- Chris Witaske jako Matt
- Ryan Hansen jako Brock[3]

## Produkcja
Brie Larson brała udział w castingu, nie udało jej się jednak zdobyć roli. Pięć lat później została poproszona o zostanie reżyserem filmu.
Główne zdjęcia rozpoczęły się w listopadzie 2016 w Los Angeles i zakończyły się 9 grudnia 2016.

## Odbiór
W serwisie Rotten Tomatoes filmowi przyznano 61% na podstawie 69 recenzji, przy średniej ocenie 5,85/10. Na portalu Metacritic dostał on 44 punkty na 100 możliwych, w oparciu o 16 ocen.